# Казембе
Казембе  — африканська держава в верхів'ях річки Конго. 1740 року започаткована як напівнезалежне утворення під зверхністю імперії Лунди. після її ослаблення в XIX ст. здобула фактичну незалежність. Маневрувала між Лубою і Лундою. 1894 року розділено між бельгійською колонією Вільна держава Конго і британською Північносхідною Родезією.

## Історія
Близько 1740 року Нгонду Білонда очолив похід за втікачами з держави Лунда. При цьому рухаючись на південний захід знайшов соляні копальні. Мутеба I, мвата-ямво Лунди, призначив Нгонду Білонда намісником підкорених областей зі спадковим титулом мвата, що дорівнювало «князю».
Наступний мвата — Каньємбо Мпемба, переправившись через річку Луапула в Матанді, завоював корінне населення, відоме під назвою шіла в долині річки Луапула. Саме він перетворив Казембе на повноцінну державу, але залежну від Лунди. За цим уклав мирні угоди з державою Бемба.
1796 року сюди прибув перший європеєць — португальський купець Мануель Каетано Перейра. 1798 року мвата Луквеза Ілунга прийняв португальського мандрівника Франсишку де Ласерду, що намагався виявити шлях між Анголою і Мозамбіком.
Починаючи з початку 1800-х років Казембе все більше стає незалежною від Лунди, остаточно звільнившись від зверхності в середині 1850-х років. Водночас володарі держави дотримувалися мирних стосунків з сусідами, оскільки вважали за необхідне збереження захищеними торгівельні шляхи.
1831 року було досягнуто угоди з португальцями, завдяки чому взято під контроль торгівельний шлях з Атлантики до Індійського океану. так ситуація зберігалася до 1856 року, коли по сусідству з Казембе створив власну державу Мсірі. з цього часу конфлікти Казембе і держави Єке, заснованої Мсірі, постійно збільшувалися.
1867 року до Казембе прибув шотландський дослідник Девід Лівінгстон. 1870 року мвата Мвонга Нсемба зазнав поразки від військ Тіппу Тіпа і Мсірі, внаслідок чого останній отримаєм переважаючий вплив на справи Казембе. Лише після загибелі Мсірі 1891 року держава звільнилася від його влади.
1894 року відповідно до умов Берлінської конференції та англо-бельгійської угоди державу Казембе було розділено між Великою Британією та вільною державою Конго. Східні береги Луапули та озеро Мверу стали частиною Північносхідної Родезії. Решта увійшла до Вільної держави Конго, де утворилася Компанія Катанга.
Власне Казембе з залишилася в британській зоні впливу. Втім 1897 року мвата Каньємбо Нтемена відмовився збиратися податки на користь колоніальної влади, але надав дозвіл на розробку корисних копалень. Конфлікти з британцями переросли у війну 1899 року, коли столицю Казембе — Мвансабомбве — було спалено, а мвата втік через Луапулу. За посередництва християнських місіонерів мвата визнав британську зверхність, отримавши посаду окружного комісара із збереженням свого титулу.

## Територія
Охоплювала долину річки Луапула з озерами Бангвеулу і Мверу.

## Устрій і суспільство
На чолі стояв мвата-казембе (володар), що мав військову, політичну та сакральну владу. Втім він спирався на раду знаті, яка складалася між змішених родів народів лунда і луба.
Значний і впливовий прошарок становили військовики. За свідченнями португальців в часи розквіту армія досягала 20 тис. вояків.

### Мвата-казембе
- Нгонду Білонда (1740—1745)
- Каньємбо Мпемба (1745—1760)
- Луквеза Ілунга (1760—1805)
- Каньємбо Келека Маї (1805—1850)
- Капунго Мвонго Мфвана (1850—1854)
- Чин'янта Мунона (1854—1862)
- Мвонга Нсемба (1862—1870)
- Чинконколе Кафуті (1870—1872)
- Луквеза Мпанга (1872—1883), вперше
- Каньємбо Нтемена (1883—1885), вперше
- Луквеза Мпанга (1885—1886), вдруге
- Каньємбо Нтемена (1886—1904), вдруге
- Мвонга Капаката (1904—1919)
- Чин'ята Касаса (1919—1936)
- Чинконколе (1936—1941)
- Шадрек Чин'ята Нанкула (1941—1950)
- Браун Нгомбе (1950—1957)
- Каньємбо Капема (1957—1961)
- Павло Каньємба Лутаба (1961—1983)
- Мунона Чин'янта (1983—1998)
- Павло Мпемба Каньємбо Капале Мпалуме (з 1998—)

## Економіка
Основу становили землеробство, рибальство, добування корисних копалень та торгівля. Наявність великих озер і річок сприяло вилову риби у значних обсягах. Також випарювали й добували сіль, мідь, залізо. З XIX ст. основними товарами стають мідь, слонова кістка і раби. Втім з 1860-х років торгівля занепала через встановлення монополії Мсірі.